# Erigorgus neglectus
Erigorgus neglectus är en stekelart som först beskrevs av Morley 1913.  Erigorgus neglectus ingår i släktet Erigorgus och familjen brokparasitsteklar. Inga underarter finns listade i Catalogue of Life.